# 東海市立名和小学校
東海市立名和小学校（とうかいしりつなわしょうがっこう）は、愛知県東海市名和町にある公立小学校。

## 概要
- 東海市北部の小学校であり、校区は名和町（秋葉、一枚畑、石塚、榎戸、奥前後、奥小松揃、奥平地、北寺廻間、北三宅山、北向イ山、北蕨、北本郷、北三ケ月、北神田、口前後、口平地、口小松揃、座頭ケ峰 、茂り、城谷、涼戸、前郷、高ノ宮前、塚森、中前後、中小松揃、中平地 、二反表、西三宅山、西前郷、濁池、西垣内、東三宅山（一部）、東田、東萌山、東垣内、船津、法秀、南三宅山、南寺廻間、水田、南本郷、南三ケ月、南神田、向田、向イ山、山東、龍ノ脇、蕨山、一ノ下、一本木、池西、池東、池末、岡前、奥平戸、奥油田、岡廻間、奥山之田、関東山、欠ノ脇、北脇、北埋田、狐廻間、北之山、北小倉、蛇骨、蛇骨山、神明、寺徳、砂崎、高ノ宮前、天王前、堂ノ前、戸石、戸石東、寅新田、中埋田、中屋敷、西高根、浜須賀 、墓根山、平子、平松、日向根、平戸口、 東岨、東高根、吹付、細田、細田廻間、馬坂、三ケ月外、南廻間、南埋田、南之山、南蕨、南小倉、向イ、向廻間 、森ノ上、山畑、焼山、家下、山ノ田、四ノ下、寄山、横道）新宝町の一部、浅山1-3丁目である。公立中学校の進学先は東海市立名和中学校、東海市立上野中学校である[1]。

## 沿革
元は知多郡上野町北部（旧・名和村）の小学校である。1969年に東海市立名和小学校と改称した後、1972年に東海市立緑陽小学校を分離している。
- 1904年（明治37年） - 名和尋常高等小学校として開校する。
- 1906年（明治39年）9月1日 - 名和村、荒尾村、富木島村が合併し、上野村が発足。
- 1907年（明治40年）1月1日 - 上野第一尋常高等小学校に改称する。
- 1911年（明治44年） - 校舎を増築する。
- 1917年（大正6年） - 上野第一補習学校を併設する。
- 1923年（大正12年） - 校舎を増築する。
- 1940年（昭和15年）2月11日 - 上野村が町制施行し、上野町となる。
- 1941年（昭和16年）4月1日 - 名和国民学校に改称する。
- 1947年（昭和22年）4月1日 - 上野町立名和小学校に改称する。
- 1958年（昭和33年） - 本館（鉄筋コンクリート造）が完成する。
- 1967年（昭和42年） - 中館（鉄筋コンクリート造）が完成する。
- 1968年（昭和43年） - 北館（鉄筋コンクリート造）が完成する。
- 1969年（昭和44年）4月1日 -  上野町と横須賀町が合併し、東海市が発足。同時に東海市立名和小学校に改称する。
- 1970年（昭和45年） - 体育館が完成する。
- 1971年（昭和46年） - 分校を設置する。
- 1972年（昭和47年） - 分校が東海市立緑陽小学校として独立する。
- 1974年（昭和49年） - 特別教室が完成する。
- 1992年（平成4年） - プールが完成する。

## 交通アクセス
- 名鉄常滑線名和駅下車、徒歩約20分。
- らんらんバス北ルート「石塚」バス停より徒歩約3分。

## 周辺施設
- 東海市立上野中学校
- 東海市立名和中学校
- 東海市立緑陽小学校
- 東海市立名和保育園
- 碧海信用金庫東海北支店
- MEGAドン・キホーテ東海名和店
- 聚楽園公園
- クラウン自動車学校(閉業)
- 名鉄常滑線名和駅
- 伊勢湾岸自動車道・名古屋高速4号東海線・西知多産業道路東海JCT